# Aeropuerto de Puerto Jiménez
El Aeropuerto de Puerto Jiménez (IATA: PJM, OACI: MRPJ) es un aeropuerto que sirve a la ciudad de Puerto Jiménez, Costa Rica. El aeropuerto es la entrada del Parque nacional Corcovado.

## Destinos
| Destinos    | Aeropuertos                              | Aerolíneas                                   |
| ----------- | ---------------------------------------- | -------------------------------------------- |
| Bahía Drake | Aeropuerto de Bahía Drake                | SANSA (estacional)                           |
| Golfito     | Aeropuerto de Golfito                    | SANSA (estacional)                           |
| Quepos      | Aeropuerto La Managua                    | SANSA (estacional)                           |
| San José    | Aeropuerto Internacional Juan Santamaría | SANSA                                        |
| San José    | Aeropuerto Internacional Tobías Bolaños  | Aerobell, Aviones Taxi Aéreo S. A. (chárter) |